# کمپانیا سود آمریکانا دی واپورس

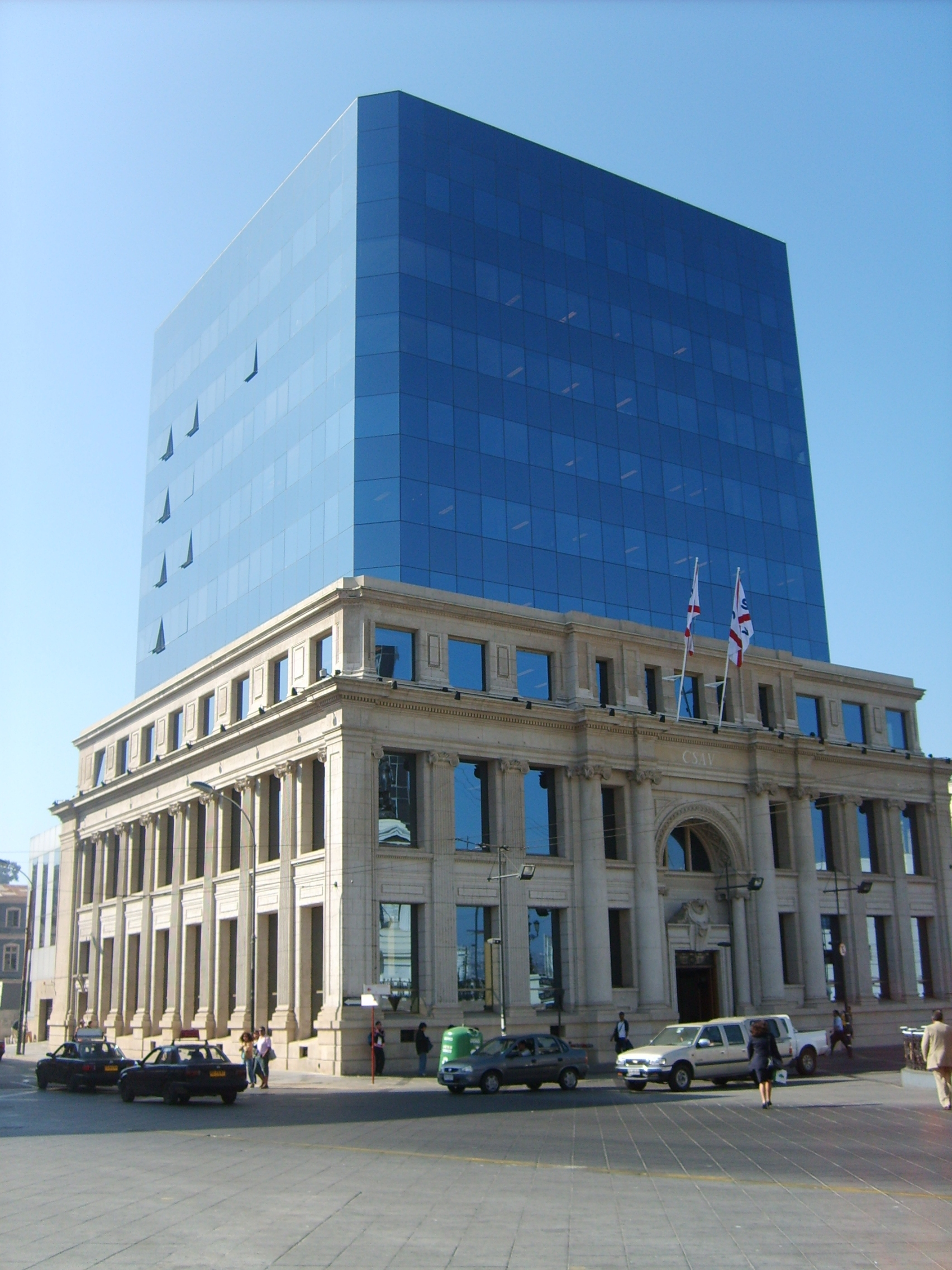
ساختمان مرکزی شرکت کمپانیا سود آمریکانا دی واپورس

کمپانیا سود آمریکانا دی واپورس (به اسپانیایی: Compañía Sud Americana de Vapores) شرکت کشتیرانی شیلیایی است، که در زمینه حمل بار فله، بارگنج و ارائه خدمات لجستیک فعالیت می‌کند. 
شرکت کمپانیا سود آمریکانا دی واپورس در سال ۱۸۷۲ از ادغام شرکت‌های کمپانیا شیلین دی واپورس و کمپانیا ناسیونال دی واپورس تأسیس شد و در حال حاضر بزرگترین شرکت کشتیرانی آمریکای لاتین می‌باشد.
دفتر مرکزی این شرکت در شهر والپارایزو، شیلی قرار دارد و بخشی از سهام آن در بازار بورس اوراق بهادار سانتیاگو معامله می‌شود.